# Bank Spółdzielczy w Białej
Bank Spółdzielczy w Białej – bank spółdzielczy z siedzibą w Białej w Polsce. Bank zrzeszony jest w Banku Polskiej Spółdzielczości S.A.

## Historia
Bank w Białej został założony we wrześniu 1950 roku pod nazwą Gminna Kasa Spółdzielcza w Białej. Inicjatorami jej powstania byli między innymi: Henryk Dziuba, Józef Szczucki, Józef Nowicki, Ernest Czaja, Jan Olszański, Piotr Zadurowicz, Marceli Wojciechowski, Karol Krzeszowic. Kasa została zarejestrowana 20 września 1950 w Sądzie Okręgowym w Nysie. Na początku teren działania banku obejmował gminę Biała, Gostomia i Śmicz. W 1990 został wybudowany nowy budynek banku przy ulicy Prudnickiej. W 1993 budynek zdobył tytuł Mistera Architektury Opolszczyzny.

## Władze
W skład zarządu banku wchodzą:
- prezes zarządu
- wiceprezes zarządu

Czynności nadzoru banku sprawuje 9-osobowa rada nadzorcza.

## Placówki[3]
- Bank Spółdzielczy w Białej, ul. Prudnicka 29A
- Punkt kasowy Biała, Rynek 14
- Punkt kasowy Łącznik, ul. św. Walentego 17